# کوانچنو
کوانچنو (به لهستانی:  Kłączno) یک روستا در لهستان است که در گمینا ستوجنگتسه واقع شده‌است.
 کوانچنو  ۱۴۱ نفر جمعیت دارد و ۱۷۰ متر بالاتر از سطح دریا واقع شده‌است.